# 박동균 (축구인)
박동균(한국 한자: 朴東均, 1964년 10월 15일 ~ )은 대한민국의 전 축구 선수이며, 포지션은 수비수였다.